# Römerbrücke (Saint-Thibéry)
Die Römerbrücke von Saint-Thibéry (Frz. Pont romain de Saint-Thibery) war eine römische Segmentbogenbrücke an der Via Domitia in Südfrankreich. Das teilweise erhaltene Bauwerk führte im Ort Saint-Thibéry, 17 Kilometer östlich von Béziers, über den Fluss Hérault.

## Konstruktion
Die Brücke besaß neun Bögen mit einer Spannweite von 10 m bis 12 m. Die Fahrbahn ruhte auf breiten Pfeilern, die zum Schutz gegen Hochwasser und Unterspülung beiderseits mit bogenförmigen Flutdurchlässen und mächtigen Wellenbrechern verstärkt waren. Die ursprüngliche Gesamtlänge des Bauwerks wird auf ungefähr 150 m, die Straßenbreite auf 4 m geschätzt. Teile der Brücke wurden zu einem unbekannten Zeitpunkt vor dem Jahr 1536 durch eine Überschwemmung zerstört.
Die übriggebliebenen Bögen zeigen mit einem Weite-zu-Höhe-Verhältnis von min. 3,3:1 einen sichtbar flacheren Konturenverlauf (115°) als die sonst von römischen Brückenbauern bevorzugten Rundbögen (180°). Die Mauerdicke der einzelnen Gewölbe bewegt sich mit einem Zwanzigstel bis Zehntel der Spannweite im Normalbereich römischer Brücken. Das Bauwerk wird in die Regierungszeit des Augustus datiert (30 v. Chr.–14 n. Chr.); der römerzeitliche Ursprung ist allerdings nicht unumstritten.
In unmittelbarer Nähe befindet sich eine alte Wassermühle samt Zulauf.